# Acide de Brookhart
L'acide de Brookhart, ou tétrakis[3,5-bis(trifluorométhyl)phényl]borate de diéthyloxonium-éthoxyéthane, est un composé chimique de formule [H(OEt2)2]+[BArF4]−. C'est le sel du cation oxonium d'éther diéthylique H(OEt2)2+ et de l'anion non coordinant noté BArF4− et de formule [3,5-(CF3)2C6H3]4B−. Publié pour la première en 1992, il se présente sous la forme d'un solide blanc hygroscopique utilisé comme acide fort. On peut l'obtenir en traitant du [[Tétrakis(3,5-bis(trifluorométhyl)phényl)borate de sodium|tétrakis[3,5-bis(trifluorométhyl)phényl]borate de sodium]] NaBArF4 avec du chlorure d'hydrogène HCl dans l'éther diéthylique Et2O :
NaBArF4 + HCl + 2 Et2O → [H(OEt2)2]+[BArF4]− + NaCl.
Le NaBArF4 est soluble dans l'éther diéthylique, mais pas le chlorure de sodium, forme un précipité et déplace la réaction progressivement vers la formation de l'acide. La résonance magnétique nucléaire et l'analyse chimique montrent que le cristal contient deux équivalents d'éther diéthylique. En solution, le composé se dégrade lentement en libérant du 1,3-bis(trifluorométhyl)benzène 1,3-C6H4(CF3)2 et du tris[3,5-bis(trifluorométhyl)phényl]borate BArF3.
Le sel [H(OEt2)2]+[B(C6F5)4]− est apparenté au [H(OEt2)2]+[BArF4]− mais avec un anion non coordinant légèrement différent ; il présente également un proton acide entre deux atomes d'oxygène participant à la fonction éther, mais la qualité du cristal utilisé pour la détermination de sa géométrie n'a pas permis d'établir s'il était positionné de manière symétrique entre les deux.

## Applications
Les anions « non coordinants » traditionnels, comme les anions tétrafluoroborate BF4−, hexafluorophosphate PF6− et perchlorate ClO4−, sont en réalité coordinants avec les cations très électrophiles, ce qui les rend inutilisables pour étudier certains complexes. Une espèce très réactive comme [Cp2Zr(CH3)]+, par exemple, est capable de retirer un anion fluorure F− du PF6. C'est la raison pour laquelle des anions encore moins coordinants ont été développés dès les années 1980. Le tétrakis[3,5-bis(trifluorométhyl)phényl]borate, noté BArF4−, est utilisé comme contre-ion pour les complexes cationiques à base de métaux de transition très électrophiles, car ils sont très peu coordinants et demeurent inertes face aux attaques nucléophiles.
La protonolyse de complexes de dialkyles ou d'alcènes est un moyen courant de produire de telles espèces cationiques. Par exemple, un catalyseur électrophile au palladium, le [(2,2′-bipyridine)Pd(CH3)(CH3CN)][BArF4], est préparé par protonation du complexe de diméthyle avec l'acide de Brookhart : il est utilisé pour la polymérisation des alcènes en polycétones avec le monoxyde de carbone dans les solvants aprotiques.